# Tampere Open 1991
Il Tampere Open 1991 è stato un torneo di tennis facente parte della categoria ATP Challenger Series nell'ambito dell'ATP Challenger Series 1991. Il torneo si è giocato a Tampere in Finlandia dal 15 al 22 luglio 1991 su campi in terra rossa.

## Vincitori

### Singolare
Claudio Pistolesi ha battuto in finale  Veli Paloheimo con il punteggio di 7–6, 6–4

### Doppio
Tomás Carbonell /  Marcos Górriz hanno battuto in finale  David Adams /  Andrej Ol'chovskij con il punteggio di 6–4, 6–2